# كلاوديو دانيال ستيرن
كلاوديو دانيال ستيرن (بالإنجليزية: Claudio Daniel Stern) هو أحيائي بريطاني، ولد في 9 فبراير 1954 في مونتفيدو في الأوروغواي.